# Grb Austrije
Austrijski grb se kao simbol Austrije koristi od kraja Prvog svjetskog rata. Dvoglavi orao, koji je dotada predstavljao staru Austro-Ugarsku Monarhiju, zamijenjen je jednoglavim orlom.
Na prsima orla nalazi se stari štit Austrijskog vojvodstva, a isti je uzorak poslužio kao predložak austrijske zastave. Orao desnom pandžom drži zlatan srp, a lijevom zlatan čekić. Na prvi pogled to bi se moglo dovesti u vezu s komunističkom simbolikom, no kada zlatnom srpu i čekiću pridružimo zlatnu krunu u obliku gradskih zidina na orlovoj glavi, dobivamo jedinstvo svih triju slojeva austrijskog društva - radnika, seljaka i građana.   
Slomljeni željezni okovi na orlovim pandžama simboliziraju oslobođenje Austrije od fašizma i taj se detalj na grb pridodao po svršetku Drugog svjetskog rata.